# Lorenzo Bandini

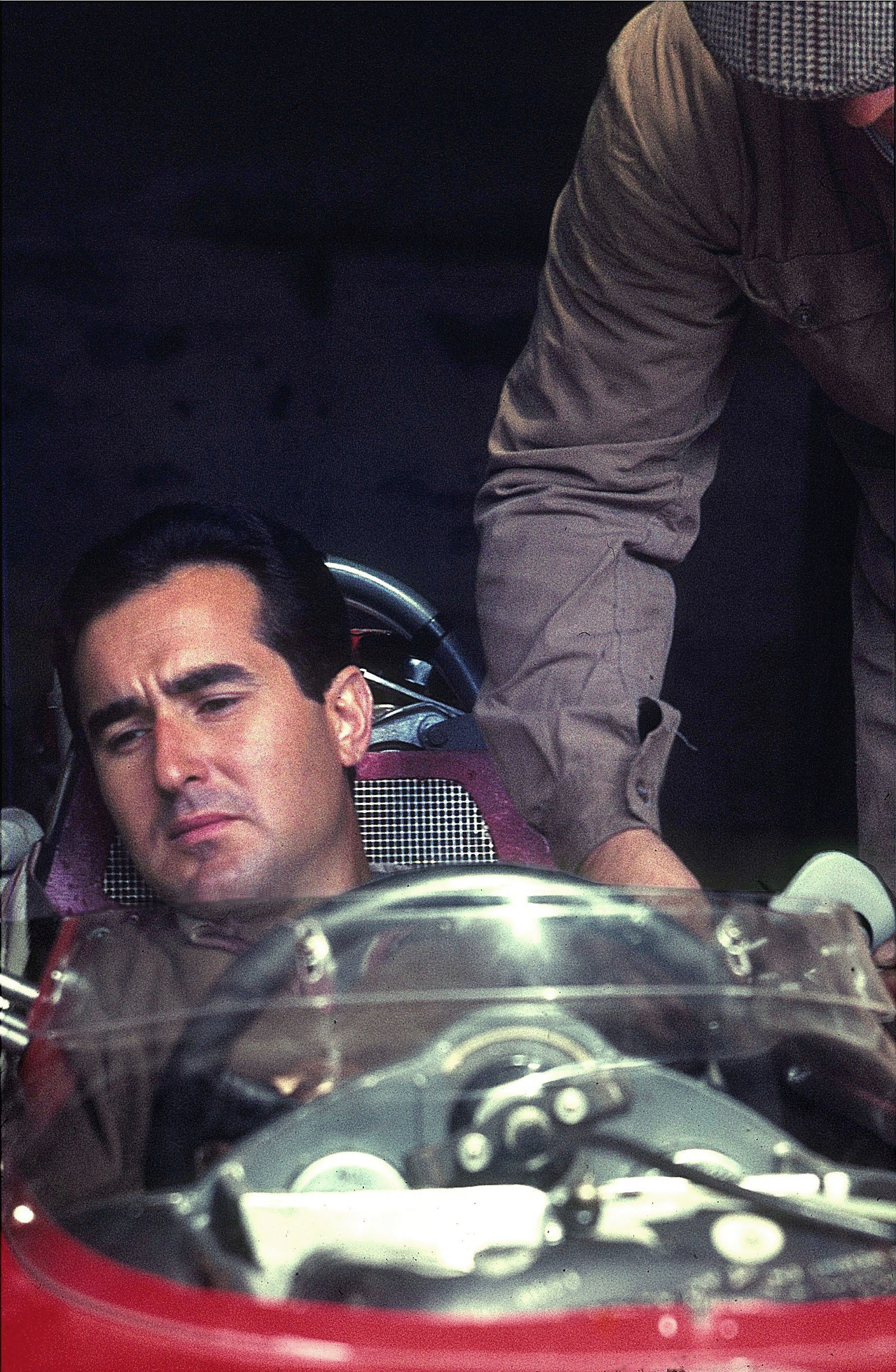
Lorenzo Bandini

Lorenzo Bandini va ser un pilot de Fórmula 1 nascut el 21 de desembre del 1935 a la Cirenaica, Líbia. Va morir el 10 de maig del 1967. Va córrer per Ferrari i per Scuderia Centro Sud participant en un total de 42 grans premis, debutant el 18 de juny del 1961 al Gran Premi de Bèlgica corregut a Spa Francorchamps.
Va començar la seva carrera com a pilot el 1957 amb un Fiat 1100 deixat i va aconseguir la seva primera victòria destacada a la Mille Miglia italiana, en guanyar la seva categoria amb un Lancia Appia Zagato. A partir de llavors va competir a la Fórmula Junior fins que el 1961 va ser convidat per Scuderia Centro Sud a participar en una carrera no puntuable pel campionat, a la que va acabar tercer. Va ser contractat per Ferrari per les següents temporades aconseguint resultats bastant bons.
Entre 1964 i 1966 va guanyar les 24 hores de Le Mans junt amb Ludovico Scarfiotti. Va tornar a la Scuderia Centro Sud però Ferrari el va tornar a cridar per ser el pilot número 1 de l'escuderia, substituint a John Surtees a mitjans de la temporada de 1966.
El 1964 Bandini va guanyar la seva primera i única carrera al Austria al circuit de Zeltweg. Va participar també a altres proves d'automobilisme amb Ferrari, destacant la Targa Florio el 1965 i les 24 hores de Daytona el 1967.
Al maig d'aquest any, a la disputa del GP de Mònaco, quan anava segon darrere de Denny Hulme, va perdre el control del cotxe a la corba del port i es va estavellar. El monoplaça es va bolcar i es va incendiar amb ell atrapat a l'interior. Va patir greus cremades i, tres dies després, va morir per culpa de les lesions.

## Palmarès[1]
- Millor classificació al campionat del món : 4t el 1964
- Punts aconseguits al campionat del món : 58
- Curses : 42
- Victòries : 1
- Podis : 8 (1 primer, 2 segons i 5 tercers)
- Poles : 1
- Voltes ràpides : 2